# La Roque-Baignard

La Roque-Baignard este o comună în departamentul Calvados, Franța. În 1 ianuarie 2022 avea o populație de 105 de locuitori.